# Robert Topala
Robert Nicholas Christian Topala (* 23. Februar 1987), auch bekannt als RobTop oder RubRub, ist ein schwedischer Videospielentwickler, der unter anderem das Jump-’n’-Run-Spiel Geometry Dash entwickelt hat.

## Karriere
Am 6. Juni 2010 veröffentlichte Robert Topala sein erstes Videospiel, Bounce Ball Thingy, auf Newgrounds, welches er entwickelte, während er an der Universität Bauingenieurwesen studierte. Später brach er sein Studium ab, weil er sich mehr für die Videospielindustrie interessierte.
Im Jahr 2012 gründete Topala RobTop Games, nachdem er sich entschied, alleine arbeiten zu wollen. Das erste Videospiel, unter RobTop Games, war Boomlings, ein Puzzle-Videospiel, das am 5. November 2012 für mobile Geräte veröffentlicht wurde. Im Jahr 2013 folgten unter anderem Memory Mastermind und Boomlings MatchUp.
Am 29. April 2013 kündigte Topala das Plattform-Videospiel Geometry Jump, später Geometry Dash, an. Topala entwickelte das Spiel innerhalb von 4 Monaten, sodass es am 13. August 2013 für mobile Geräte und am 22. Dezember 2014 für Steam (Microsoft Windows und macOS) veröffentlicht wurde.
Im Jahr 2017 nahm Topala am Wettbewerb „Schwedischer Jungunternehmer des Jahres“ teil. Er schaffte es bis ins Finale und belegte den zweiten Platz im Wettbewerb. Die Jury begründete die Platzierung mit seinem „außergewöhnlichen Talent“ und der Eigenständigkeit seines Unternehmens. Im Jahr 2018 übernahm RobTop Games Fäbodarna AB für fünf Millionen Kronen (rund 487.000 Euro).

## Persönliches Leben
Topala ist sehr verschlossen, was sein Privatleben angeht. Topala gründete RobTop Games in Upplands Väsby, wo er seit 2018 lebt. Er ist mit Annika Dennerståhl verheiratet.

## Videospiele
| Jahr | Videospiel             | Plattform                                          | Einzelnachweise |
| ---- | ---------------------- | -------------------------------------------------- | --------------- |
| 2012 | Boomlings              | iOS, Android                                       | [ 4 ]           |
| 2013 | Memory Mastermind      | iOS, Android                                       | [ 5 ]           |
| 2013 | Boomlings MatchUp      | iOS, Android                                       | [ 6 ] [ 14 ]    |
| 2013 | Geometry Dash          | 2013: iOS, Android; 2014: Microsoft Windows, macOS | [ 10 ] [ 9 ]    |
| 2013 | Geometry Dash Lite     | iOS, Android                                       | [ 15 ]          |
| 2015 | Geometry Dash Meltdown | iOS, Android                                       | [ 16 ] [ 17 ]   |
| 2016 | Geometry Dash World    | iOS, Android                                       | [ 18 ] [ 19 ]   |
| 2017 | Geometry Dash SubZero  | iOS, Android                                       | [ 20 ]          |